# Xã Susquehanna, Quận Hutchinson, Nam Dakota
Xã Susquehanna (tiếng Anh: Susquehanna Township) là một xã thuộc quận Hutchinson, tiểu bang Nam Dakota, Hoa Kỳ. Năm 2010, dân số của xã này là 181 người.